# Pietro Marcello (Geschichtsschreiber)
Pietro Marcello, Sohn eines Antonio, veröffentlichte 1502 eine Geschichte der Dogen von Venedig.
Über Leben und Karriere dieses Pietro Marcello ist nichts Sicheres bekannt, in der zweiten Hälfte des 15. Jahrhunderts sind mehrere Träger dieses Namens in venezianischen Quellen nachweisbar. Sein Hauptwerk De vitis principum et gestis Venetorum ist stark von der Arbeit Marcantonio Sabellicos abhängig. Es wurde mehrfach nachgedruckt und auch ins Italienische übersetzt, aber auch im deutschen Sprachraum rezipiert. Daneben können ihm noch einzelne handschriftlich überlieferte Reden zugeschrieben werden.

## Werke
- De obitu Leonardi Sanuti oratoris veneti apud Pontificem Maximum. Epigramm 1474, Venedig, Biblioteca Nazionale Marciana, Lat. XII, 211 (= 4179), fol. 167.
- Oratio in funere Andreae Vendramini Venetiarum Principis. 9. Mai 1478. In: Girolamo Ascanio Molin (Hrsg.): Orazioni, elogi e vite scritte da letterati veneti patrizi in lode di dogi, ed altri illustri soggetti. 2. Auflage. Erster Band. Antonio Curti, Venedig 1798, S. 141–160 (Digitalisat); Budapest, Széchényi-Nationalbibliothek, Cod. Lat. 228, fol. 8–18v; London, British Library, Add. 19061, fol. 2–20.
- Oratio in obitu Jacobi Marcelli. 1484?[3]
- Oratio in adventu Cardinalis Grimani. 20. Mai 1498, Venedig, Biblioteca Nazionale Marciana, Lat. XIV, 246 (=4683), fol. 110–114.
- Petri Marcelli De uitis principum et gestis Venetorum compendium. Cristoforo Pensi, Venedig 1502 (Digitalisat)
- Petri Marcelli patritii Veneti De vitis principum et gestis Venetorum liber. Huc accesserunt vitæ illorum principum, qui post Marcelli ætatem imperarunt. Per Syluestrum Girellum Vrbinatem. Andrea Arrivabene, Venedig 1554 (Digitalisat)

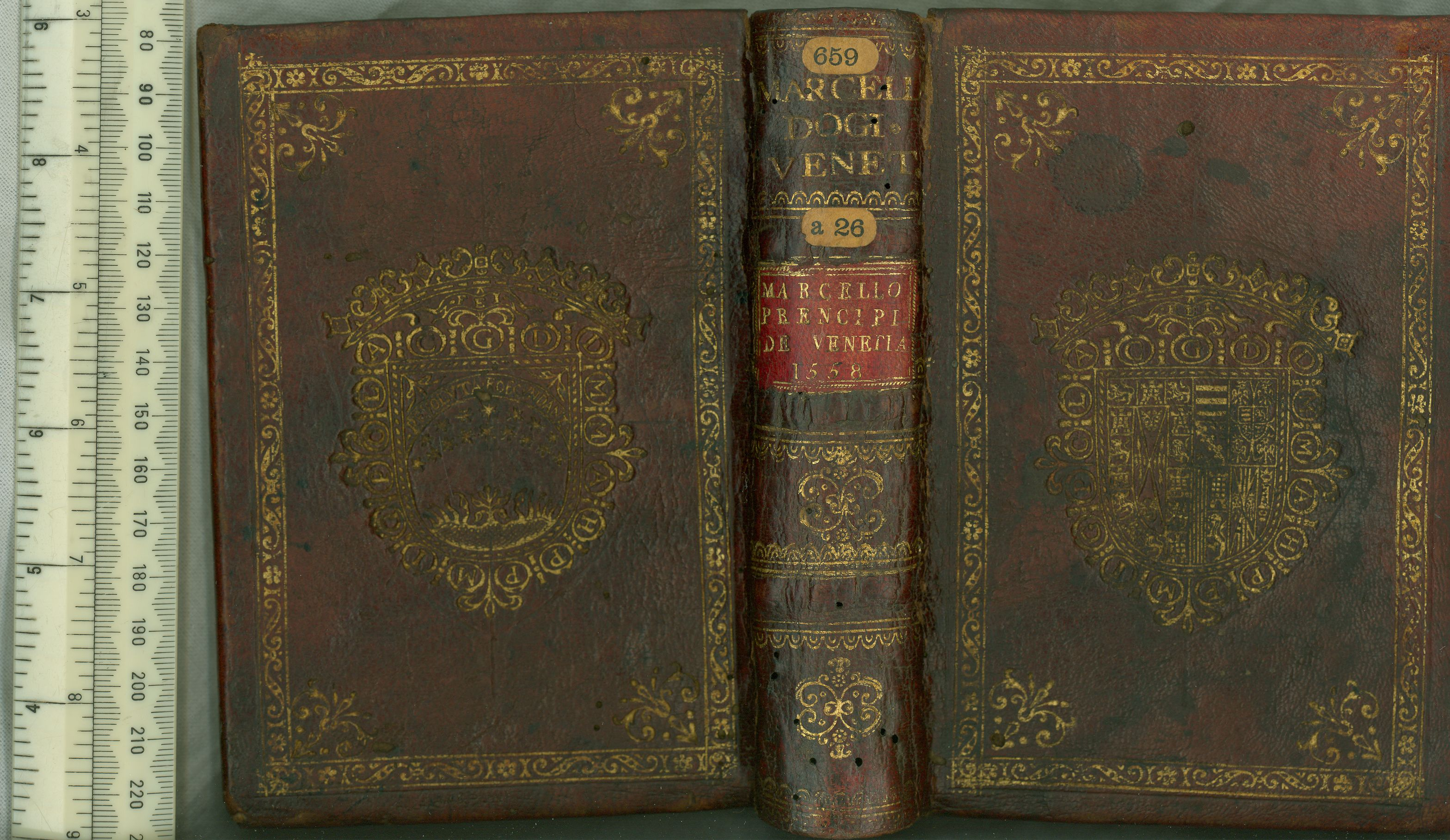
Umschlag einer Ausgabe der Vite de'prencipi di Vinegia des Pietro Marcello

- Vite de’ prencipi di Vinegia di Pietro Marcello, tradotte in volgare da Lodovico Domenichi. Con le vite di quei prencipi, che furono dopo il Barbarigo, fin al doge Priuli. Nelle quali s’ha cognitione di tutte le istorie venetiane fino all’anno MDLVII. Con una copiosissima tauola di tutte le cose memorabili, che si contengono in esse. Plinio Pietrasanta, Venedig 1557 (Digitalisat)
- Vite de’ prencipi di Vinegia di Pietro Marcello, tradotte in volgare da Lodovico Domenichi. Con le vite di quei prencipi, che furono doppo il Barbarigo, fin al doge Priuli. Nelle quali s’ha cognitione di tutte le istorie venetiane fino all’anno MDLVII. Con una copiosissima tauola di tutte le cose memorabili, che si contengono in esse. Francesco Marcolini, Venedig 1558 (Digitalisat)
- De vita, moribus, et rebus gestis omnium ducum venetorum. Paul Reffeler; Sigmund Feyerabend, Frankfurt am Main 1574. (Digitalisat)
- Jan Gruter (Hrsg.): Chronicon Chronicorum Politicum. Officina Aubriana, Frankfurt am Main 1614, S. 581–728 (Digitalisat)